# Regler i Mormonkirken
 Der er for få eller ingen kildehenvisninger i denne artikel, hvilket er et problem. Du kan hjælpe ved at angive troværdige kilder til de påstande, som fremføres i artiklen.

Kirkens lærdomme - som medlemmerne af Jesu Kristi Kirke af Sidste Dages Hellige (nogle mennesker kalder denne kirke for Mormonkirken) stræber efter at følge.
Denne liste skal ikke ses som en fyldestgørende liste over kirkens regler, men blot som en opsummering af nogle af de centrale emner. Det skal bemærkes, at et af kirkens centrale principper er omvendelse og tilgivelse, hvorfor man som menneske, altid kan ændre sig og ikke behøver at blive stemplet og defineret på baggrund af ens historik og tidligere handlinger. Overtrædelse af forhold som har hård kriminel karakter og nogle er Kristi evangeliums centrale bud kan dog føre til at individet mister sit medlemskab.
Kirken adskiller sig fra den protestantiske og katolske kristendom i forhold til deres syn på Guddommen. Kirken underviser nemlig, at Jesus Kristus, Gud faderen og Helligånden, er ét af hjerte, men 3 forskellige separate individer.
Kirken er meget familiecentreret og tror på, at ægteskab og familiebånd varer for evigt. Derfor vies kirkens medlemmer i deres templer (adskiller sig fra deres kirker) for tid og al evighed, og ikke "til døden jer skiller".
Kirken har, udover bibelen som hellig skrift, også Mormons bog, som endnu et vidne om Jesus Kristus. Bogen omhandler jødiske familier som flygtede fra Jerusalem lige før Babylons angreb og som endte med at sejle over vandene til det amerikanske kontinent, hvilket kulminerede i, at Kristus efter hans opstandelse også viste sig for og underviste dette folk. Bibelen og Mormons bog går derfor hånd i hånd for kirkens medlemmer. 

## Lærdommen om frelse
Kirken underviser, at det ikke er nok med bare ord at udøve sin tro på Kristus, men at troen skal udtrykkes i ens handlinger og resultere i en ændring af ens person til det bedre. Man skal forsøge at leve Kristi lærdomme. Kirken underviser, at ved følge Kristi lærdomme til ens bedste evne, følger man Kristi invitation om at følge ham og hermed opnå frelse.
Nogle af disse lærdomme omfatter:
- Dåb og modtagelse af den helligåndsgave.
- Stræbe efter at overholde alle guds befalinger og lærdomme, herunder være ærlige, næstekærlige, tilgivende, barmhjertige og trofaste.
- Kirkens medlemmer betaler tiende til kirken med henblik på, at der kan opføres kirkebygninger, til at finansiere udbredelsen af deres tro og til at hjælpe de mennesker i verden, som har meget mindre at gøre godt med. Kirken bruger årligt mange penge på velgørenhed.
- Kirkens medlemmer overholder sabbatten ved at gå i kirke om søndagen, tage del i nadveren og reflektere over deres liv. Sabbatten handler for kirkens medlemmer om at give slip på hverdagens travlhed og arbejde, og i stedet fokusere på og tænke over, hvad der er vigtigst i livet.
- Kirkens medlemmer yder frivillig tjeneste via forskellige opgaver i kirken, hvilke er ulønnet, da alle opgaver og arbejder i kirken udføres ulønnet (dette gælder også f.eks. for kirkens biskopper), med undtagelse af profeten og de 12 apostle, samt nogle få andre folk (disse folk har opsagt deres jobs og bruger al deres tid i kirkens tjeneste.)
- Kirkens medlemmer hverken ryger eller drikker alkohol, kaffe eller sort og grøn te, som en del af et sundhedsprincip.
- Kirkens medlemmer tror ikke på, at man bør have sex før ægteskab, da kirken underviser, at mand og kvinde skal forenes via ægteskab først, herunder som fundament for familien.

## udøver kirken flerkoneri (polygami)?
Siden 1894 har det været forbudt at praktisere polygami, og det medfører eksklusion af kirken at praktisere dette.

## Råd
Kirken underviser meget om, at man skal tage livet seriøst og forsøge at udvikle ens evner og talenter. Dette for at man kan være til gavn for sig selv, sin familie og samfundet som held.